# Выпот
Вы́пот (лат. effusion — излияние) — патологическое состояние, характеризующееся скоплением (появлением или увеличением количества сверх нормы) какой-либо биологической жидкости (экссудата, транссудата, крови, лимфы) в одной из полостей тела в результате воспаления или наличия избытка крови или жидкости в каком-либо органе или ткани. Кроме того, термином выпот называют саму выделившуюся жидкость.
Наличие выпота является важным синдромом и диагностическим симптомом при различных заболеваниях.

## Терминология
В отдельных источниках под термином выпот понимается или называется по умолчанию лишь одна из его разновидностей — экссудат, что является не совсем верным, так как термины «экссудат» и «экссудация» употребляются только по отношению к воспалению, а выпот не всегда носит воспалительный характер.
В то же время, для некоторых видов выпотов часто используется определение «экссудат»: гнойный экссудат, геморрагический экссудат, хилёзный экссудат и т. д.

## Классификация
Выпот классифицируется по своему характеру на: экссудат (серозный, гнойный, геморрагический и хилёзный) и транссудат.
Кроме того, выпот классифицируется по локализации: плевральный, брюшной, перикардиальный, суставной.